# Kompetenzzentrum Frauen in Wissenschaft und Forschung

Logo des Kompetenzzentrum Frauen in Wissenschaft und Forschung (CEWS)

Das Kompetenzzentrum Frauen in Wissenschaft und Forschung (CEWS) ist ein am GESIS – Leibniz-Institut für Sozialwissenschaften angesiedelter Think Tank. Es setzt sich für Chancengleichheit von Frauen und Männern in Wissenschaft und Forschung in Deutschland ein.
Zu den vorrangigen Tätigkeiten gehören sowohl die Initiierung von Veränderungsprozessen als auch deren wissenschaftliche Begleitung. Hieraus sich ergebende erforderliche Austauschprozesse zwischen Wissenschaft und Politik werden vom CEWS aktiv mitgestaltet. Das Wirkungsfeld ist international, insbesondere hinsichtlich Projektarbeit und Vernetzungen von gleichstellungspolitischen Best-Practice-Maßnahmen auf EU-Ebene.

## Geschichte
Das CEWS wurde auf Initiative der Bundesregierung in Abstimmung mit der Bundeskonferenz der Frauenbeauftragten am 29. September 2000 als Drittmittelprojekt der Universität Bonn gegründet. Das Forschungszentrum war mit einer 100 %-Finanzierung durch das Bundesministerium für Bildung und Forschung auf fünf Jahre angelegt. Zur Fortführung beschloss die Bund-Länder-Kommission für Bildungsplanung und Forschungsförderung (BLK) 2005, das CEWS ab 2006 in GESIS zu integrieren. Die Aufgabenstellung blieb unverändert.

## Tätigkeit
Das Kompetenzzentrum berät politische Gremien Wissenschaftsorganisationen, Hochschulen und Forschungseinrichtungen bezüglich der Analysen zu Ursachen der Marginalisierung von Wissenschaftlerinnen und der Formulierung daraus resultierender Handlungsempfehlungen. Es wurde in Medien zitiert.
Seit seinem Bestehen führt CEWS nationale wie europäische Projekte durch. Schwerpunkte der Projekte sind sozialwissenschaftliche Forschungen zu gleichstellungsrelevanten Themen, Evaluationen zu Gleichstellungsmaßnahmen, Konzeption und Durchführung von Veranstaltungen sowie Maßnahmen zur gezielten Unterstützung und Vernetzung von Wissenschaftlerinnen.
Außerdem stellt das CEWS auf verschiedene Informationsangebote zum Thema Frauen und Gleichstellung in der Wissenschaft online zur Verfügung.

## Veröffentlichungen
- Handbuch zur Chancengleichheitspolitik in den Forschungseinrichtungen, cews.public, 2001 (PDF)
- Kurzexpertise zum Themenfeld Frauen in Wissenschaft und Forschung erstellt vom Kompetenzzentrum Frauen in Wissenschaft und Forschung im Auftrag der Robert Bosch Stiftung, 2006 (PDF; 383 kB)
- Andrea Löther (Hrsg.): Hochschulranking nach Gleichstellungsaspekten. cews.public, 2003, 2005, 2007 (PDF)